# Icel av Mercia
Icel av Mercia, död 535, var en engelsk monark. Han var kung av Mercia 515–535. 